# Kusaiea frivola
Kusaiea frivola é uma espécie de gastrópode da família Euconulidae.
É endémica de Micronésia.